# پرستودریایی خزری
پرستودریایی خزری یا پرستودریایی کاسپی (نام علمی: Hydroprogne caspia)، (نام علمی سابق: Sterna caspia)، (مترادف‌ها: Hydroprogne tschegrava و Helopus caspius) گونه‌ای از پرستوهای دریایی است که در سواحل دریاها و دریاچه‌های آب شور و آب شیرین زندگی می‌کند.

## ویژگی‌های ریخت‌شناسی
پرستودریایی کاسپی ۵۳ سانتی‌متر طول دارد و از همهٔ دیگر پرستوهای دریایی بزرگ‌تر است. طول بدن این پرنده به اندازهٔ کاکایی نقره‌ای است. این پرنده بال‌هایی بلند و باریک دارد و با دم دوشاخه و منقار بزرگ نارنجی‌رنگش به آسانی قابل تشخیص است. پرهای سر پرستوی بالغ در تابستان به رنگ سیاه است و در زمستان به خاکستری می‌گراید. پرندهٔ نابالغ سری خاکستری دارد و پشتش با لکه‌های قهوه‌ای پوشیده شده‌است.

## تغذیه
این پرندگان اغلب از ماهی‌ها، سخت‌پوستان، نرم‌تنان و حشرات تغذیه می‌کنند. البته در مواردی نیز به شکار پرنده‌ها، تغذیه از لاشه و ربودن تخم آن‌ها می‌پردازد. پرستودریایی خزر اغلب به صورت گروهی لانه‌سازی می‌کند. لانهٔ آن‌ها از گودالی در شن‌های ساحلی تشکیل‌شده که گاهی توسط شاخ و برگ پوشیده‌شده‌است.

## زیستگاه
پرستوی دریایی کاسپین در آب‌های داخلی به سر می‌برد و در کرانه‌های دریا تنها به صورت گذری دیده می‌شود. این پرنده به صورت گروهی روی گیاهان شناور در دریاچه‌ها و باتلاق‌ها و به صورت تکی در کنار آب‌های داخلی آشیانه می‌سازد و تولید مثل می‌کند. در ایران و در منطقهٔ خزر به نسبت فراوان است و در شمال غرب کشور زندگی و تولید مثل می‌کند.

## نگارخانه

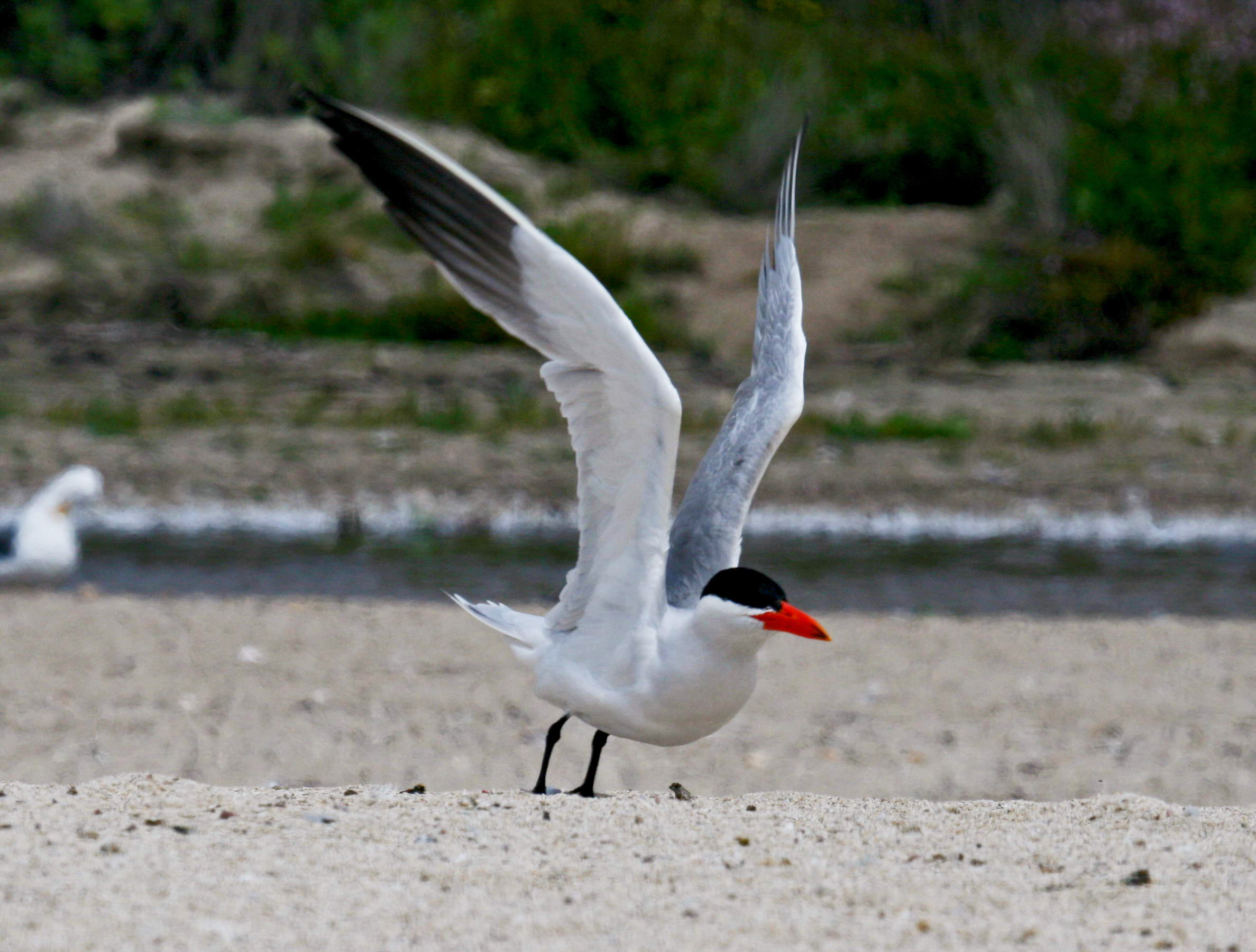
پرندهٔ آمادهٔ پرواز
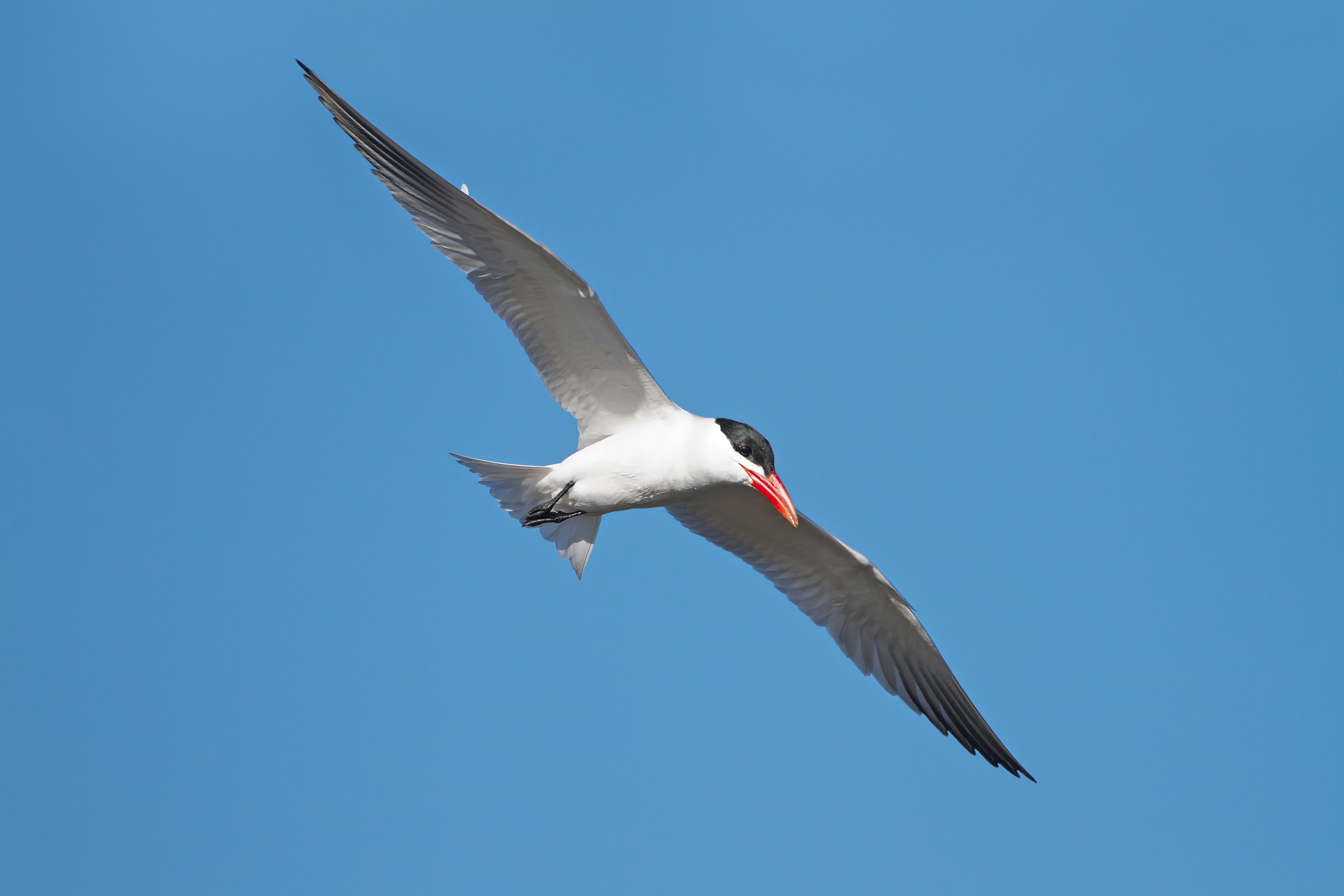
پرندهٔ در حال پرواز
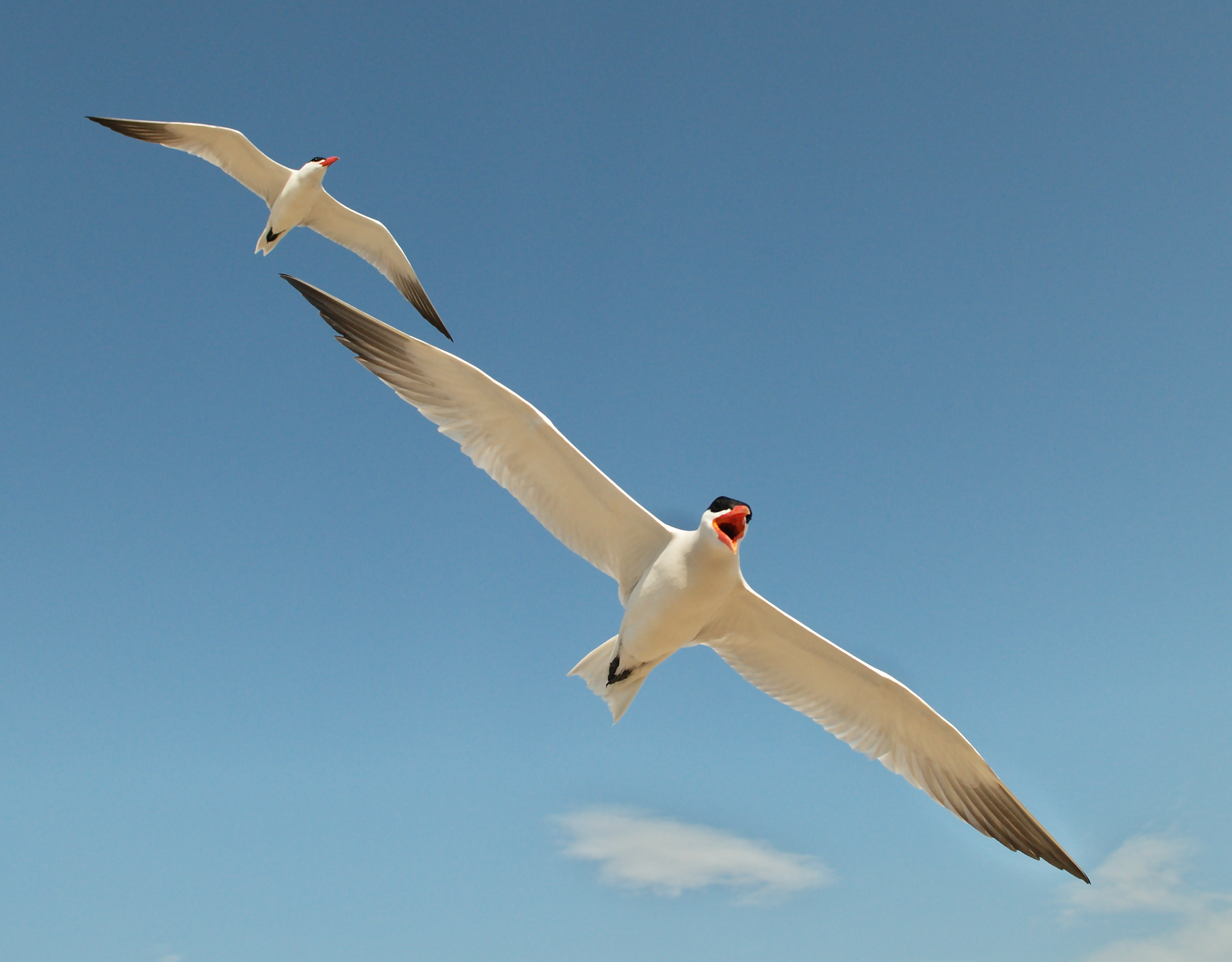
دو پرستو در حال پرواز
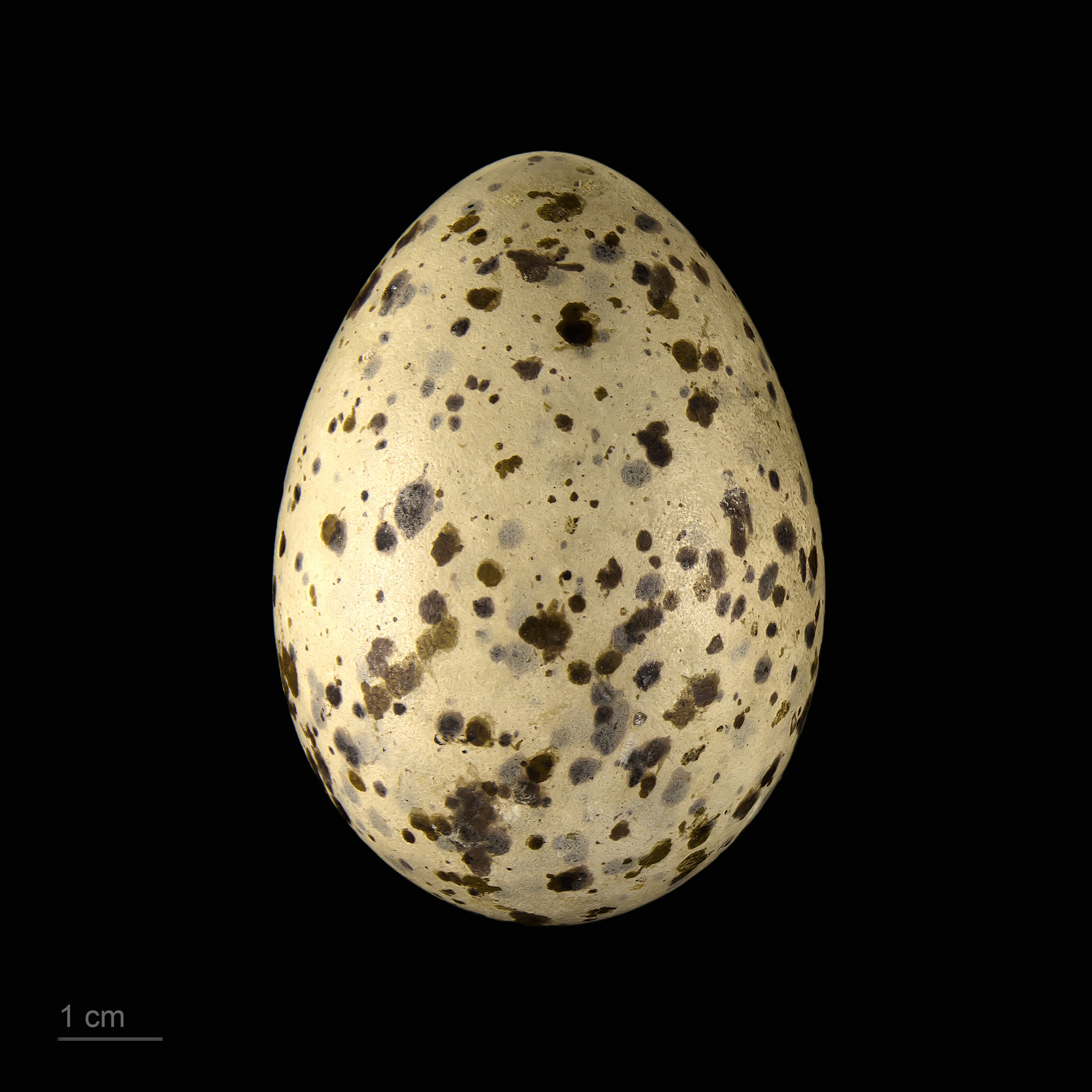
Museum specimen